# Punta Bauzá (Argentina)
La punta Bauzá (de vegades referida com a punta Bauza), és un accident geogràfic costaner situat al Departament Desitjat de la província de Santa Cruz (Argentina). Se situa a la costa centre-sud del golf San Jorge, a aproximadament 35 quilòmetres en línia recta de la ciutat de Caleta Olivia. La punta està formada per penya-segats de roques sedimentàries d'origen terciari.
El nom de la punta Bauzá -així com del turó proper- va ser donat l'any 1789 en el marc de l'expedició cartogràfica organitzada per la Corona espanyola, a càrrec d'Alejandro Malaspina, a la qual li van donar el nom en honor de l'oficial de la corbeta Descubierta, Felip Bauçà Canyes.
Hi ha colònies de nidificació de diverses aus, entre elles loica o milico (Sturnella loyca). A les rodalies es troba un restes ubicat a la plataforma d'abrasió o restinga, corresponent a un casc d'un veler desmantellat. Alhora, en el marc de la Guerra de les Malvines es va realitzar una recerca d'un avió FMA IA-58 Pucará i el seu pilot el dia 24 de maig de 1982. Es van realitzar patrullatges terrestres i marítims, trobant-se el dia 26 les restes submergides a un quilòmetre de la costa.